# Сіріл Гарнем
Сіріл Гарнем (англ. Cyril Garnham, повне ім'я Персі Сіріл Клод Гарнем, англ. Percy Cyril Claude Garnham; 15 січня 1901, Лондон — 25 грудня 1994) — британський паразитолог і зоолог, GB. На його 90-річчя був названий «Найвидатніший з живих паразитологів»

## Біографія
Народився в Лондоні, син Персі Клода Гарнема (1875—1915), і Едіт Неї Машем (1878—1951), видатного скрипаля. У Першій світовій війні його батько служив лейтенантом у Королівському флоті, загинув у Галліполі в 1915 році. Він здобув медичну освіту в Райській школі та лондонській лікарні Св. Варфоломія, закінчив в 1925 році.
У 1924 році він одружився з Естер Лонг Прайс, мав з нею двох синів та чотирьох дочок. Того року він переїхав до Кенії, щоб зайняти посаду в Колоніальній медичній службі. Тут він провів багато років, розслідуючи численні спалахи жовтої гарячки, сонної хвороби, гарячки Рифт Валлі та хвороби овець в Найробі, які вивчалися у співпраці з ветеринарним відділом служби. Багато уваги він приділив вивченню пташиної і людської малярії.
Гарнем став офіцером Дослідницького загону малярії, а потім його директором. Він подав дисертацію про малярію на науковий ступінь доктора медицини, який він здобув у 1928 році, отримавши золоту медаль Лондонського університету. У 1947 році Гарнем повернувся до Лондона, де став лектором у Лондонській школі гігієни та тропічної медицини. Найбільше він займався дослідженням малярійних паразитів, але також зробив значний внесок у вивчення збудників лейшманіозу, піроплазмозу, токсоплазмозу тощо. У січні 1948 року Гарнем і професор Генрі Шортт виявили прееритроцитарні стадії людських малярійних плазмодіїв. Був призначений на посаду начальника кафедри паразитології в 1952 році, став професором.
Гарнем вийшов у відставку в 1968 році, був запрошений стати науковим співробітником Імперського коледжу в Silwood Park в Аскоті. Він зібрав більше 1000 типових і атипових екземплярів з майже 200 видів малярійних паразитів, з 170 хребетних або переносників. Колекція була каталогізована доктором Тоні Дагганом і передана на зберігання в Національний музей історії. У віці 71 року Гарнем розпочав експедицію на Борнео, щоб заново відкрити P. pitheci, малярійного паразиту орангутану. Він натрапив там у 1972 році на нового хазяїна P. silvaticum.
Між 1926 і 1989 роками Гарнем опублікував самостійно або з співавторами понад 400 наукових праць, у тому числі книгу «Маларійні паразити та інші гемоспоридії» у 1966 році. Коли він пішов у відставку, то став писати книгу про життя Едгара Аллана По, яку не встиг завершити через свою смерть у 1994 році. Його стриманий і ввічливий спосіб приховував теплу індивідуальність, любов до людей і чудове почуття гумору. Його помічники і студенти любили його, і багато хто навчився наслідувати його високий голос з надзвичайною точністю. Вони цінили його ентузіазм і рішучість, і, перш за все, як він може зробити будь-яку науково-дослідну роботу настільки захоплюючою. Література і музика були серед його пристрастей і протягом всього життя він грав на фортепіано, в тому числі в Кенії, де його особливий рояль, створений для тропічного клімату, супроводжував його всюди.
Він був президентом Королівського товариства тропічної медицини та гігієни (з 1967 по 1969 рік), президентом Європейської федерації паразитологів (1971) і президентом Другого Міжнародного конгресу протозоологів.
Протягом свого життя Гарнем став членом Лондонського Королівського товариства, п'яти закордонних наукових академій, почесним членом 16 товариств, почесним доктором 2 французьких медичних факультетів, отримав 14 медалей і премій. Двадцять один таксон паразитів і переносників названо на його честь. 
Основні публікації:
- Malaria parasites and other haemosporidia (Blackwell Scientific, Oxford, 1966); Progress in parasitology Athlone Press, London, 1971);
- Catalogue of the Garnham collection of malaria parasites and other haemosporidia by P C C Garnham and A J Duggan (Cambridge University Press [for] the Wellcome Trust, Cambridge, c1986).